# Регионална библиотека „Петър Стъпов“
Регионална библиотека „Петър Стъпов“ е най-голямата библиотека в Област Търговище. Намира се в град Търговище на адрес ул. „Васил Левски“ № 2. Патрон на библиотеката е писателят Петър Стъпов.

## История
Историята на Регионална библиотека „Петър Стъпов“ в Търговище датира от 1864 година, когато е основано ескиджумайското читалище „Св. св. Кирил и Методий“ (сега „Напредък – 1864“).

## Библиотечни дейности
Библиотеката събира, съхранява, организира и предоставя за ползване разнообразни по вид, език и съдържание библиотечни колекции, извършва справочно-библиографска, информационна и издателска дейност. Към библиотеката функционират заемни служби, общи и специализирани читални.
Библиотеката осъществява краеведска дейност и съдържа архив на краеведската литература и местния печат на Търговищки регион. В качеството си на регионална библиотека извършва допълнителни координационни, експертни и квалификационни дейности и изпълнява организационно-методически функции на територията на Търговищки регион.